# Eino Olkinuora
Eino Olkinuora est un ancien fondeur finlandais né le 11 novembre 1915 et décédé le 20 octobre 1941.

## Championnats du monde
- Championnats du monde de ski nordique 1939 à Zakopane 
  -  Médaille d'or en relais 4 × 10 km.